# Stadtsparkasse Dessau
Die Stadtsparkasse Dessau ist eine Sparkasse in Sachsen-Anhalt mit Sitz in Dessau-Roßlau. Sie ist eine Anstalt des öffentlichen Rechts.

## Geschäftsgebiet und Träger
Das Geschäftsgebiet der Stadtsparkasse Dessau umfasst die kreisfreie Stadt Dessau-Roßlau, welche auch Trägerin der Sparkasse ist.

## Geschäftszahlen
Die Stadtsparkasse Dessau wies im Geschäftsjahr 2023 eine Bilanzsumme von 1,144 Mrd. Euro aus und verfügte über Kundeneinlagen von 986,19 Mio. Euro. Gemäß der Sparkassenrangliste 2023 liegt sie nach Bilanzsumme auf Rang 308. Sie unterhält 7 Filialen/Selbstbedienungsstandorte und beschäftigt 154 Mitarbeiter.

## Sparkassen-Finanzgruppe
Die Stadtsparkasse Dessau ist Teil der Sparkassen-Finanzgruppe und gehört damit auch ihrem Haftungsverbund an. Er sichert den Bestand der Institute und sorgt dafür, dass sie auch im Fall der Insolvenz einzelner Sparkassen alle Verbindlichkeiten erfüllen können. Die Sparkasse vermittelt Bausparverträge der regionalen Landesbausparkasse, offene Investmentfonds der Deka und Versicherungen der Öffentliche Versicherungen Sachsen-Anhalt. Im Bereich des Leasing arbeitet die Stadtsparkasse Dessau mit der  Deutschen Leasing zusammen. Die Funktion der Sparkassenzentralbank nimmt die Nord/LB wahr.